# 1261
سنة 1261 كانت سنة بسيطة تبدأ يوم السبت (الرابط يظهر نموذج التقويم الكامل للسنة) من التقويم اليولياني.

## مواليد
- بوهيموند السابع.
- دانييل ألكسندروفيتش.
- دينيس ملك البرتغال.
- علاء الدولة السمناني.
- فواديسواف الأول.

## وفيات
- أثناسيوس الثالث (بابا الإسكندرية).
- الناصر يوسف.